# Johnny Cecotto
Johnny Cecotto, de son vrai nom Alberto Cecotto Persello, né le 25 janvier 1956 à Caracas, est un coureur moto et pilote automobile vénézuélien d'origine italienne. Il s'est fait connaître en tant qu'adolescent prodige en 1975 lorsqu'il devient le plus jeune champion du monde de vitesse moto catégorie 350 cm3 à 19 ans et 211 jours. Malgré un début de carrière prometteur, il subit de nombreuses blessures et problèmes mécaniques qui entravent son succès dans les courses de Grand Prix moto.
À 24 ans, Cecotto se tourne vers la course automobile en tant que pilote de Formule 1. Il devient ensuite coureur de voitures de tourisme à succès. Il est le dernier d'un groupe restreint de pilotes qui ont concouru au plus haut niveau en moto et en course automobile, qui comprend entre autres John Surtees et Mike Hailwood.
Il est aussi le premier champion du monde originaire du continent américain.
À l'occasion du 50e anniversaire de la Daytona 200 (en) en 1991, l'American Motorcyclist Association a convoqué un panel de journalistes de la presse motocycliste et d'anciens coureurs, qui ont qualifié la course de Johnny Cecotto en 1975 de « meilleure performance des 50 premières années de cette compétition ».

## Carrière en moto
Cecotto naît à Caracas de parents immigrés italiens. Son père, propriétaire d'un magasin de motos, a remporté le championnat national vénézuélien sur une Norton 500 cm3. Il commence à courir à 16 ans en Amérique du Sud au guidon d'une Honda CB 750 Four et d'une Kawasaki 3 cylindres avant de gagner le soutien de l'importateur vénézuélien Yamaha.
Sur une Yamaha 350 TZ il remporte le championnat national vénézuélien de course sur route en 1973 à 17 ans. Il défend avec succès son titre en récupérant le championnat national en 1974 et remporte également le championnat sud-américain de courses de motos sur route en 1974.

### 1975 - Déjà au sommet
Cecotto acquiert une notoriété internationale lors de l'épreuve des 200 miles de Daytona le 9 mars 1975, une des courses les plus inspirées de l'histoire de l'événement,. À l'époque, la Daytona 200 est considérée comme l'une des courses de motos les plus prestigieuses au monde, attirant des champions du monde tels que Giacomo Agostini et Barry Sheene.
Cecotto arrive à Daytona en tant que recrue inconnue avec une Yamaha TZ750 (en) non modifiée sponsorisée par Venemotos, l'importateur vénézuélien de Yamaha. L'adolescent se qualifie en première ligne, à côté du poleman Kenny Roberts, de Gene Romero (en), Teuvo Länsivuori et Steve Baker (en).

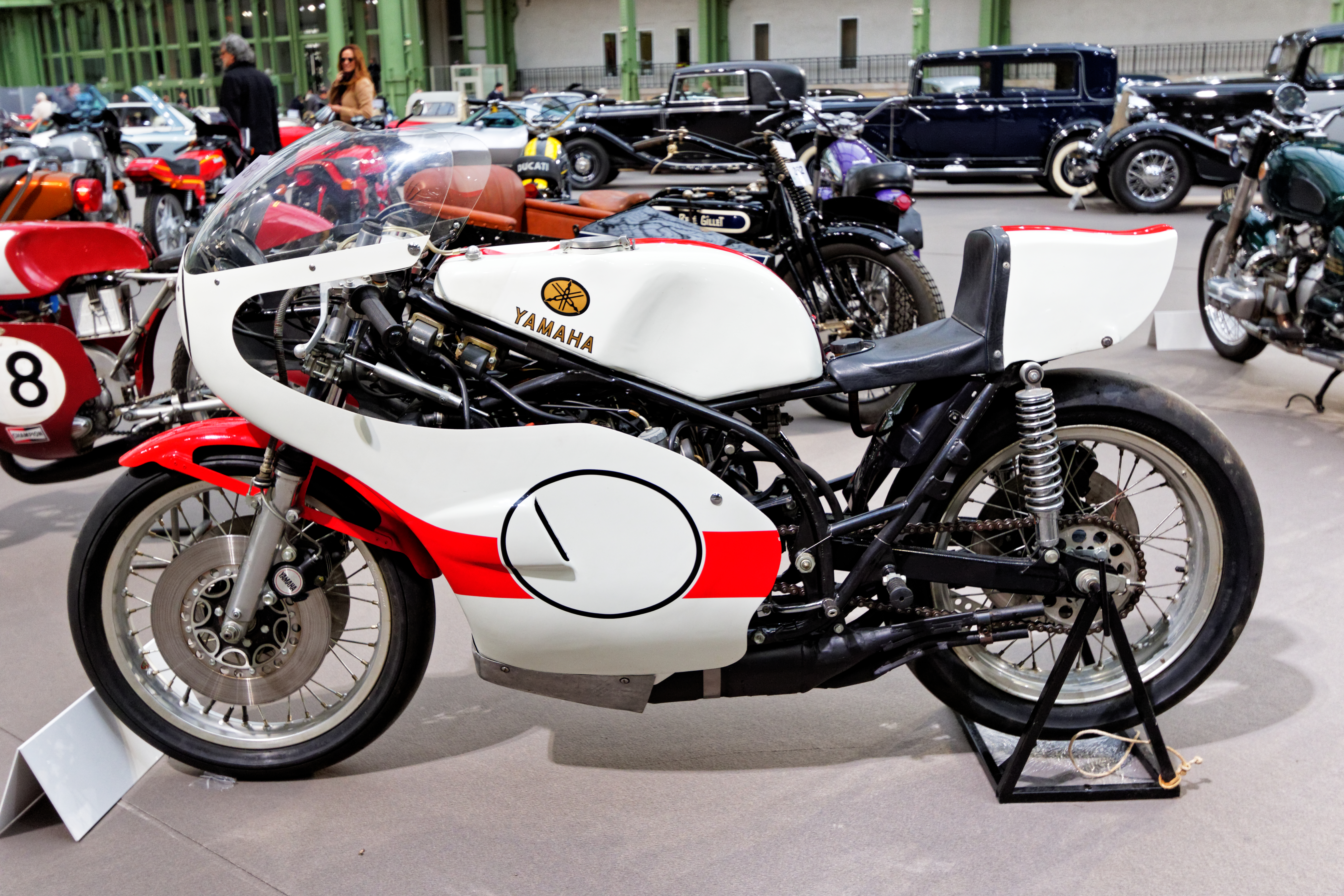
La Yamaha TZ 750 OW19 - 4 cylindres en ligne, 2 t, refroidis par eau - 695 cm3 - 90 ch à 10000 tr/min - 157 kg - 275 km/h.

Alors que Cecotto prend place sur la grille de départ, les officiels de la course remarquent qu'une flaque de liquide se forme sous sa moto et, à quelques instants du début de la course, prennent la décision de retirer Cecotto et sa moto de la grille pour des raisons de sécurité,. Alors que la course commence, les officiels découvrent que le liquide n'est que de l'eau débordant du radiateur et qu'elle ne présente aucun danger pour la sécurité ; ils lui permettent de réintégrer la course depuis la dernière place. Cecotto, en seulement un tour, dépasse la moitié du peloton, deux tours plus tard, il est remonté à la 26e place. Au cinquième tour, il est 18e et, à la fin du dixième tour, 10e. Au 50e tour, il dépasse Agostini pour la troisième place avant que sa moto ne commence à surchauffer, l'obligeant à réduire son rythme et à se contenter d'une troisième place derrière le vainqueur Gene Romero et Steve Baker 2e,,.
Un mois après, Cecotto se rend en Europe où il poursuit son ascension avec la victoire lors de la prestigieuse course du championnat de formule 750 d'Imola 200, devant Patrick Pons et Steve Baker. Il a profité toutefois de la casse du moteur d'Agostini et du retrait du champion américain Kenny Roberts en raison d'une blessure au poignet,.

### Les GP de la saison 1975
Le 30 mars au GP de France, 1re course 250 cm3 de la saison, après que l'officiel Yamaha Ikujiro Takaī ait mené depuis le début sur le circuit du Castellet, le jeune Vénézuélien le passe dans le dernier tour au bout de la ligne droite du Mistral et remporte la victoire pour sa première participation à un grand prix, ainsi que le meilleur temps au tour. À 19 ans et 64 jours, Cecotto devient le plus jeune vainqueur de toute l'histoire des Grands Prix, battant le record établi par Mike Hailwood en 1959. Cecotto ajoute à son exploit en signant également le doublé, car il mène le GP 350 de bout en bout, battant Agostini de 25 secondes. Il n'avait initialement prévu de participer qu'à deux ou trois épreuves européennes mais, après sa performance au Grand Prix de France, il a obtenu un parrainage complet pour le reste de la saison à bord d'un ex-Agostini TZ350
Après un abandon, chaîne cassée, au GP d'Espagne en 250 cm3, Cecotto s'incline en 350 cm3 derrière Agostini. Au GP d'Autriche, en 350 cm3, une chute collective l'élimine dès le premier tour et un nouveau départ est donné. Cecotto devait y débuter en 500 cm3 mais sa chute en 350 cm3 l'en a empêché. En mai au GP d'Allemagne, victimes d'ennuis de carburation, les deux Yamaha d'usine d'Agostini et de Hideo Kanaya (en) abandonnent en 350 cm3, laissant la victoire à Johnny Cecotto. Le weekend suivant au GP des Nations à Imola, parti dernier, Agostini en 350 cm3 fait une remontée spectaculaire pour finir deuxième derrière Johnny Cecotto. À mi-saison en 350 cm3 (4 courses encore à disputer), Cecotto mène donc avec 57 points devant Agostini (39) et Braun (26). En 250 cm3 (6 courses encore à disputer), Villa mène avec 45 points devant les Français Rougerie (37) et Pons (32).
Au Dutch TT, les pilotes japonais Takaī et Kanaya sont repartis au Japon et c'est Cecotto qui récupère la 250 cm3 d'usine, mais il abandonne après un serrage. En 350 cm3 Agostini ne peut faire mieux que 4e à cause de problèmes de pneus et Cecotto, parti dernier n'a pu remonter qu'en 5e position. Le Vénézuélien disposait pour la première fois d'un cadre italien Bimota.
Au GP de Belgique le 6 juillet, la course des 250 cm3 voit une bataille entre les Harley et la Yamaha de Cecotto. Au dernier freinage à La Source, Rougerie arrive en tête mais est gêné par Villa, ce qui permet à Johnny Cecotto de passer et de gagner.
Au GP de Finlande, Cecotto tombe en panne d'allumage et Walter Villa remporte le GP 250 cm3, confortant son avance sur le Vénézuélien qui devient le seul à pouvoir lui contester le titre. Villa a 85 points contre 42 à Cecotto. Johnny Cecotto bat Agostini en 350 cm3 et se rapproche du titre que désormais seul l'Italien peut lui ravir. C'est la première victoire d'une machine à cadre Bimota.
Au GP de Tchécoslovaquie en 250 cm3 Cecotto a cassé son moteur et Villa, parti avec deux minutes de retard, ne peut finir que 13e, mais la victoire de Braun au GP suivant (Yougoslavie) donne le titre à l'italien. Compétitif en 250 cm3 avec deux victoires, c'est une chute au Grand Prix d'Allemagne puis des problèmes de moteur sur sa moto qui le laissent à la quatrième place du classement final. Agostini casse au cinquième tour et Cecotto, alors en tête est assuré d'être le champion du Monde des 350 cm3 cette année. Malheureusement, il abandonne à son tour, sélecteur cassé. Mais avec 4 victoires et 78 points il est champion du monde dès sa première participation au championnat,.
À l'âge de dix-neuf ans, il est alors le plus jeune champion du monde, jusqu'à ce que Loris Capirossi remporte le championnat du monde 125 cm3 en 1990 à l'âge de 17 ans,.

### Les années 1976 à 80
En 1976, Cecotto revient courir la Daytona 200, désormais avec le soutien total de l'équipe de course d'usine Yamaha. La course se transforme rapidement en un duel entre Cecotto et son coéquipier, Kenny Roberts. Mais, leur rythme effréné s'avère vite trop élevé pour leurs pneus et au 33e des 52 tours, Roberts doit ralentir à cause de l'usure de son pneu arrière. À neuf tours de la fin, le pneu de Roberts explose, lui faisant presque perdre le contrôle de sa machine avant de retourner dans les stands. L'équipe de ravitaillement de Cecotto tente alors de le faire rentrer dans les stands pour vérifier son pneu, alors qu'il reste trois tours à parcourir, mais il ignore leur signal, continue et gagne la course devant Gary Nixon (en) (Kawasaki) et Pat Hennen (en) (Suzuki),,. Par la suite, ses pneus déchiquetés ont montré à quel point il était sur le point de subir le même sort que Roberts.

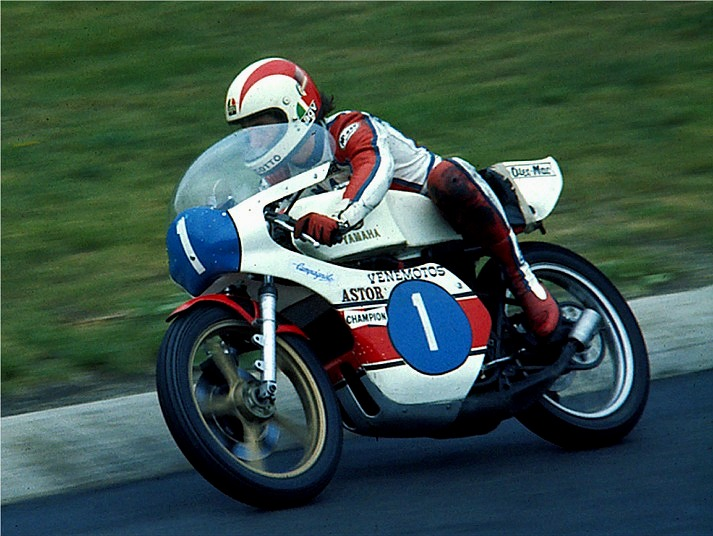
Johnny Cecotto au Nürburgring en 1976.

Pour les GP de 1976, Cecotto évolue désormais aussi en catégorie 500 cm3 au guidon d'une Yamaha YZR500 de l'année précédente sous les couleurs d'un équipe satellite soutenue par Yamaha, Venemotos. Barry Sheene (Suzuki) est favori et doit être son principal concurrent de la saison. Il commence la saison en remportant une deuxième place prometteuse derrière Sheene lors du Grand Prix de France d'ouverture de la saison, mais Cecotto a eu du mal à maîtriser la Yamaha, chutant 13 fois lors des courses suivantes. Il ne réussit pas à marquer d'autres points après cette manche française et peu de temps après le Grand Prix d'Italie, il abandonne complètement les 500 cm3 pour se concentrer sur la défense de son titre 350 cm3. Il termine la saison 500 cm3 à une décevante 20e place alors que Sheene remporte le championnat avec sa Suzuki RG 500 Gamma. Il perd également sa couronne en 350 cm3 dans une bataille serrée avec Walter Villa et sa Aermacchi-Harley-Davidson.
Alors que Cecotto possédait un don naturel pour le pilotage, certains observateurs ont émis l'hypothèse qu'il avait gagné trop tôt dans sa carrière sans comprendre pleinement comment il l'avait accompli. Le directeur de l'équipe Yamaha et ancien champion du monde, Rodney Gould, a déclaré : « Je pense que Cecotto allait vite et ne savait pas vraiment pourquoi. Maintenant, il ne sait pas pourquoi il va plus lentement et chute. » Les résultats de Cecotto ont également été affectés par la désorganisation et le manque de préparation de l'équipe Venemotos. Selon son mécanicien d'usine Yamaha, Vince French, à plusieurs reprises, l'équipe n'a pas rempli les formulaires d'inscription officiels à la course ou n'a pas réussi à sécuriser l'espace de garage, retardant ainsi le temps d'entraînement vital. À d'autres occasions, l'équipe n'a pas fourni l'équipement requis par les organisateurs de la course, ce qui a entraîné des retards supplémentaires.
En 1977, le Continental Circus retourne en Amérique du Sud pour la première fois depuis 1963. Ce sont les succès de Cecotto qui ont suscité l'organisation de ce nouveau GP du Venezuela. C'est également la première fois depuis le GP du Japon 1967 que les championnats du Monde sortent d'Europe. Il est peut-être déjà un peu tard, mais la Formule 750 accède enfin au statut de championnat du Monde.
Devant son public au 1er Grand Prix moto du Venezuela de l'histoire du championnat, Johnny Ceccoto remporte aisément la catégorie 350 cm3. José Cecotto, frère aîné de Johnny a abandonné.
Au 2e GP de la saison au Grand Prix d'Autriche 350 cm3, Cecotto est grièvement blessé dans un accident impliquant quatre coureurs et qui coûte la vie au coureur suisse Hans Stadelmann (en). La course des 350 cm3 est la première de la journée. À mi-course, Jon Ekerold mène devant Franco Uncini, Cecotto, Dieter Braun et Patrick Fernandez. Dans une grande courbe, Uncini part en travers entraînant Cecotto dans sa chute. La Harley tape les rails et rebondit sur la piste fauchant Braun et Fernandez. Les suivants, alertés par les drapeaux, ralentissent sauf le Suisse Stadelmann qui percute une des motos au milieu de la piste. Il s'ensuit une grande confusion et un retard dans les secours qui provoqueront la colère des pilotes. Hans Stadelmann est mort sur le coup. Fernandez et Cecotto seront immobilisés de longues semaines et Braun, touché à l'œil, mettra un terme à sa carrière.
Johnny Cecotto se remet de ses blessures à temps pour le Grand Prix de Suède qu'il termine à la deuxième place, à 2,9 secondes du vainqueur Barry Sheene. En 500 cm3 Cecotto remporte ensuite deux courses consécutives en Finlande et en Tchécoslovaquie où il remporte aussi le Grand Prix 350 cm3,. Bien qu'il ait raté la majeure partie de la saison (6 courses) en raison de ses blessures, il est quand même quatrième au classement final du championnat en 500 cm3 et 9e en 350 cm3,.

Cecotto commence la saison 1978 en remportant une deuxième fois l'Imola 200 en Formule 750, en étant second en première manche derrière Christian Sarron et vainqueur de la seconde. Toujours en avril, a lieu la 4e édition du "Moto-Journal 200", la manche française du Championnat du Monde 750 au Castellet. Johnny Cecotto remporte l'épreuve, disputée en une seule manche, devant Kenny Roberts et Steve Baker.

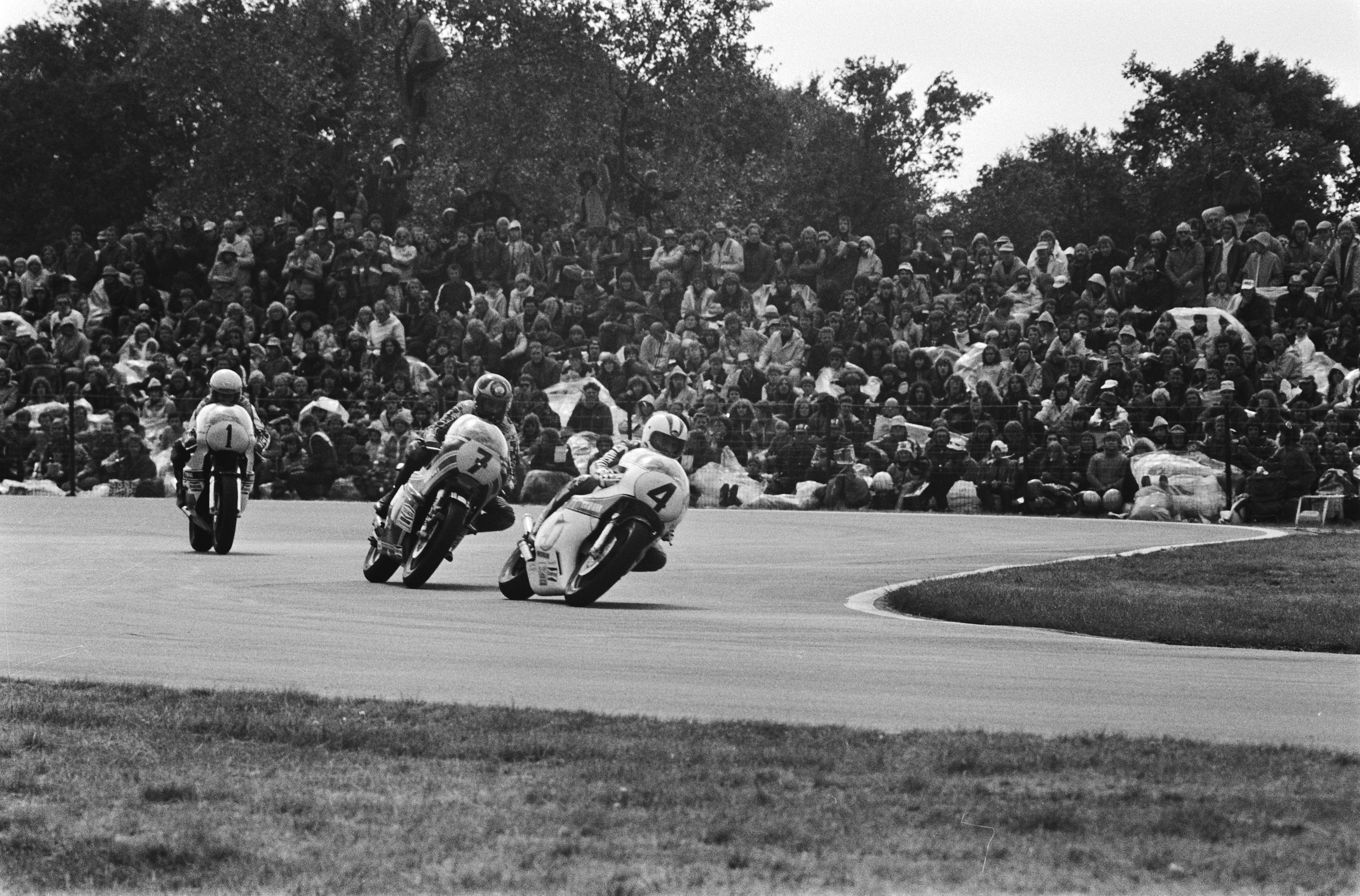
Cecotto (no 4) mène devant Sheene (no 7) et Roberts (no 1) en 500 cm3 lors du Dutch TT en 1978.

En Grand Prix, seules les Yamaha 500 de Cecotto et Sadao Asami (es) sont aux couleurs de la Yamaha Motor Company, les autres machines officielles courent sous des couleurs différentes. Cecotto ne participe plus qu'en 500 cm3 mais il affronte un nouveau rival pour le championnat du monde avec l'arrivée de Kenny Roberts. Au Venezuela, ils ne sont que douze au départ des 500 et ne seront que sept à l'arrivée, Barry Sheene l'emporte devant son coéquipier du team Herron-Texaco-Suzuki GB, l'américain Pat Hennen (en). Cecotto, Katayama et Roberts ont cassé.
Bien qu'il marque quatre podiums (2 fois 2e en Espagne et en Allemagne et une fois 3e en Finlande) et une courte victoire par 1/10e de seconde sur Roberts au Dutch TT de 1978, il ne réussit pas à obtenir des résultats cohérents et il subit en outre quatre pannes mécaniques (Venezuela, France, Italie, Belgique). Roberts remporte le championnat du monde devant Sheene et Cecotto troisième,.
Cecotto a plus de succès en Formule 750, où malgré quatre victoires de Roberts, il a remporté trois victoires et trois deuxièmes places et s'assure ainsi de son deuxième titre mondial,.
Décidemment maudit sur ce circuit, Cecotto chute lors du Grand Prix d'Autriche 1979 au Salzburgring. Une rotule fracturée l'écarte des circuits jusqu'à l'été. Il a rejoint le championnat pour les dernières courses mais, ses blessures lui faisant toujours mal, il n'a pas réussi à obtenir des résultats cohérents, mais marque quelques points en Finlande et en France. C'est donc Roberts qui remporte son deuxième championnat du monde 500 cm3 consécutif.
En Formule 750, pour la dernière année de ce championnat, bien qu'il ait remporté 5 manches, les absences de Cecotto à la moitié des courses le relèguent à la troisième place du classement final, derrière Patrick Pons (qui devient le premier Français champion du monde dans un sport mécanique) et le Suisse Michel Frutschi vice-champion,.
En 1980, en raison du succès de Roberts pour l'équipe Yamaha et des performances en baisse de Cecotto, Yamaha lui retire son soutien après la saison 1979. Il court donc en tant que pilote privé sur une 350 cm3 Yamaha à châssis Bimota et sur une Yamaha de production dans la catégorie 500 cm3. Il commence bien l'année avec une victoire en 350 cm3 au Grand Prix des Nations à Imola, puis une seconde place au Grand Prix de France 350 cm3. Cependant, après son succès initial, ses motos ont subi de nombreuses pannes mécaniques et il ne peut ajouter qu'une 3e place en fin de saison en RFA. Il ne peut donc pas mieux faire qu'une quatrième place au championnat 350 cm3.
C'est encore pire en 500 cm3 avec aucun podium, ce qui ne lui vaut qu'une septième place au championnat de la catégorie.
Après la saison 1980, il décide d'arrêter la course de motos à l'âge de 24 ans pour poursuivre une carrière en course automobile. Il prend sa retraite en ayant participé à 63 courses et glané en seulement 6 ans de compétitions au niveau mondial, 23 victoires et 46 podiums dans 4 catégories.

### Résultats en Grand Prix moto
Source :
| Position | 1er | 2e | 3e | 4e | 5e | 6e | 7e | 8e | 9e | 10e |
| Points   | 15  | 12 | 10 | 8  | 6  | 5  | 4  | 3  | 2  | 1   |

| Année | Catégorie | Team             | Machine | 1      | 2      | 3      | 4      | 5       | 6      | 7      | 8       | 9      | 10     | 11     | 12     | Points | Rang | Victoires |
| ----- | --------- | ---------------- | ------- | ------ | ------ | ------ | ------ | ------- | ------ | ------ | ------- | ------ | ------ | ------ | ------ | ------ | ---- | --------- |
| 1975  | 250 cm3   | Venemotos-Yamaha | TZ250   | FRA 1  | ESP NC | GER NC | NAT 2  | IOM -   | NED NC | BEL 1  | SWE NC  | FIN 2  | CZE NC | YUG -  |        | 54     | 4e   | 2         |
| 1975  | 350 cm3   | Venemotos-Yamaha | TZ350   | FRA 1  | ESP 2  | AUT NC | GER 1  | NAT 1   | IOM -  | NED 5  | FIN 1   | CZE NC | YUG -  |        |        | 78     | 1er  | 4         |
| 1976  | 350 cm3   | Venemotos-Yamaha | TZ350   | FRA 2  | AUT 1  | NAT 1  | YUG NC | IOM -   | NED 8  | FIN NC | CZE NC  | GER 2  | ESP 4  |        |        | 65     | 2e   | 2         |
| 1976  | 500 cm3   | Venemotos-Yamaha | YZR500  | FRA 2  | AUT NC | NAT NC | IOM -  | NED DNS | BEL -  | SWE -  | FIN -   | CZE -  | GER -  |        |        | 12     | 19e  | 0         |
| 1977  | 350 cm3   | Venemotos-Yamaha | TZ350   | VEN 1  | AUT -  | GER -  | NAT -  | ESP -   | FRA -  | YUG -  | NED -   | SWE NC | FIN NC | CZE 1  | GBR NC | 30     | 9e   | 2         |
| 1977  | 500 cm3   | Venemotos-Yamaha | YZR500  | VEN 4  | AUT -  | GER -  | NAT -  | FRA -   | NED -  | BEL -  | SWE 2   | FIN 1  | CZE 1  | GBR NC |        | 50     | 4e   | 2         |
| 1978  | 500 cm3   | Venemotos-Yamaha | YZR500  | VEN NC | ESP 4  | AUT 2  | FRA NC | NAT NC  | NED 1  | BEL NC | SWE 6   | FIN 3  | GBR 7  | GER 2  |        | 66     | 3e   | 1         |
| 1979  | 500 cm3   | Venemotos-Yamaha | YZR500  | VEN NC | AUT NC | GER -  | NAT -  | ESP -   | YUG -  | NED -  | BEL DNS | SWE NC | FIN 7  | GBR NC | FRA 5  | 10     | 20e  | 0         |
| 1980  | 350 cm3   | Venemotos-Yamaha | TZ350   | NAT 1  | FRA 2  | NED 20 | GBR NC | CZE NC  | GER 3  |        |         |        |        |        |        | 37     | 4e   | 1         |
| 1980  | 500 cm3   | Venemotos-Yamaha | YZR500  | NAT 4  | ESP 6  | FRA 9  | NED 6  | BEL NC  | FIN -  | GBR 5  | GER 6   |        |        |        |        | 31     | 7e   | 0         |

### Résultats moto - Formule 750
| Année   | Team   | Machine | 1     | 2     | 3     | 4     | 5     | 6     | 7     | 8     | 9     | 10    | 11    | Points | Rang | Victoires |
| ------- | ------ | ------- | ----- | ----- | ----- | ----- | ----- | ----- | ----- | ----- | ----- | ----- | ----- | ------ | ---- | --------- |
| 1975    | Yamaha | TZ750   | USA 3 | ITA 1 | BEL - | FRA - | SUE - | FIN - | GBR - | NED - | RFA - |       |       | 25     | 6e   | 1         |
| 1976    | Yamaha | TZ750   | USA 1 | ITA - | ESP - | BEL - | FRA - | GBR - | NED - | RDA - |       |       |       | 15     | 10e  | 1         |
| 1977    | Yamaha | TZ750   | USA - | ITA - | ESP - | FRA - | GBR 3 | AUT - | BEL - | NED - | USA - | CAN - | RFA - | 8      | 23e  | 0         |
| 1978    | Yamaha | TZ750   | ITA 1 | FRA 1 | GBR 2 | AUT 2 | ESP 2 | RFA - | BEL 1 | NED 3 | USA - | CAN 5 |       | 97     | 1er  | 3         |
| 1979(*) | Yamaha | TZ750   | ITA 3 | GBR 1 | FRA - | SUI 2 | AUT - | CAN - | USA - | NED 6 | RFA - | YOU 2 |       | 126    | 3e   | 5         |
| 1979(*) | Yamaha | TZ750   | ITA 2 | GBR 1 | FRA - | SUI 1 | AUT - | CAN - | USA - | NED 1 | RFA - | YOU 1 |       | 126    | 3e   | 5         |

(*) Deux manches par course.

## Carrière en auto

### Formule 1 et 2

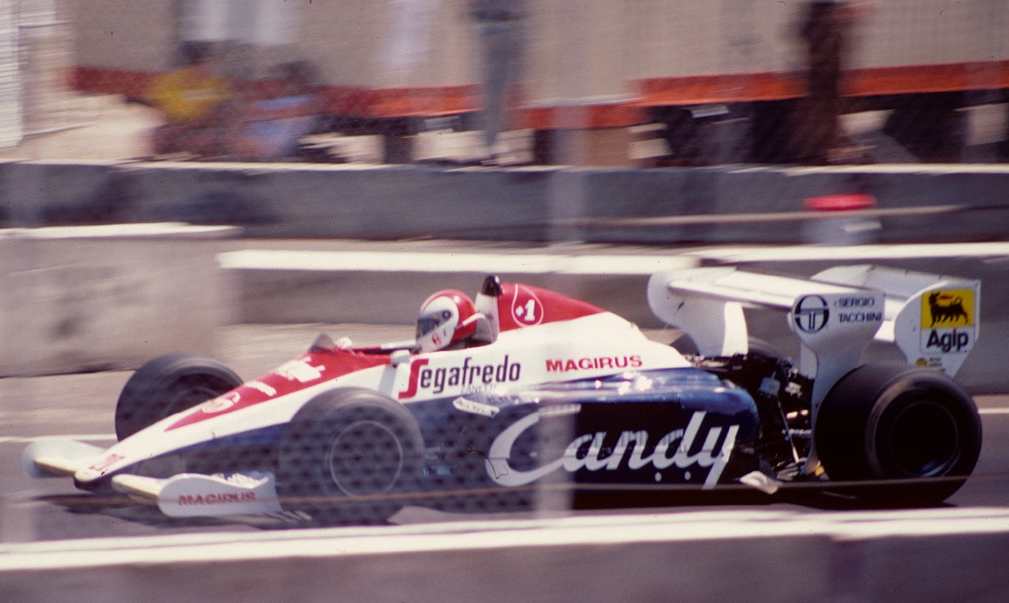
Cecotto au Grand Prix de Dallas 1984, son dernier départ en Formule 1.

Après quelques tentatives en 1980 et 1981 avec les écuries Onyx Racing - Mike Earle Racing, Minardi et Horag Hotz Racing sur des voitures à châssis March ou Minardi et des moteurs BMW, Cecotto fait ses vrais débuts sur quatre roues avec Minardi dans le Championnat d'Europe de Formule 2 de 1982. Lors de cette saison complète au volant de la voiture de l'équipe March-BMW, il remporte trois courses et termine la saison à égalité pour la première place avec son coéquipier Corrado Fabi, mais est relégué au deuxième rang par le système du nombre de victoires. Néanmoins, sa performance a attiré suffisamment d'attention pour qu'on lui offre une place en Formule 1.
En Formule 1, Cecotto participe à 23 courses, débutant le 13 mars 1983 avec l'équipe Theodore Racing. Il effectue des débuts prometteurs puisqu'il obtient une sixième place dès sa deuxième course. Cependant, l'équipe souffre d'un manque de financement et il est contraint de s'absenter les deux derniers manches. Pour la saison 1984, il rejoint l'équipe Toleman avec Ayrton Senna comme coéquipier. Lors des qualifications du Grand Prix de Grande-Bretagne, il se casse les deux jambes dans un accident, ce qui met effectivement fin à sa carrière en Formule 1. Sa sixième place à Long Beach était le meilleur résultat d'un pilote vénézuélien jusqu'à la victoire de Pastor Maldonado au Grand Prix d'Espagne, 29 ans plus tard.

### Voitures de tourisme

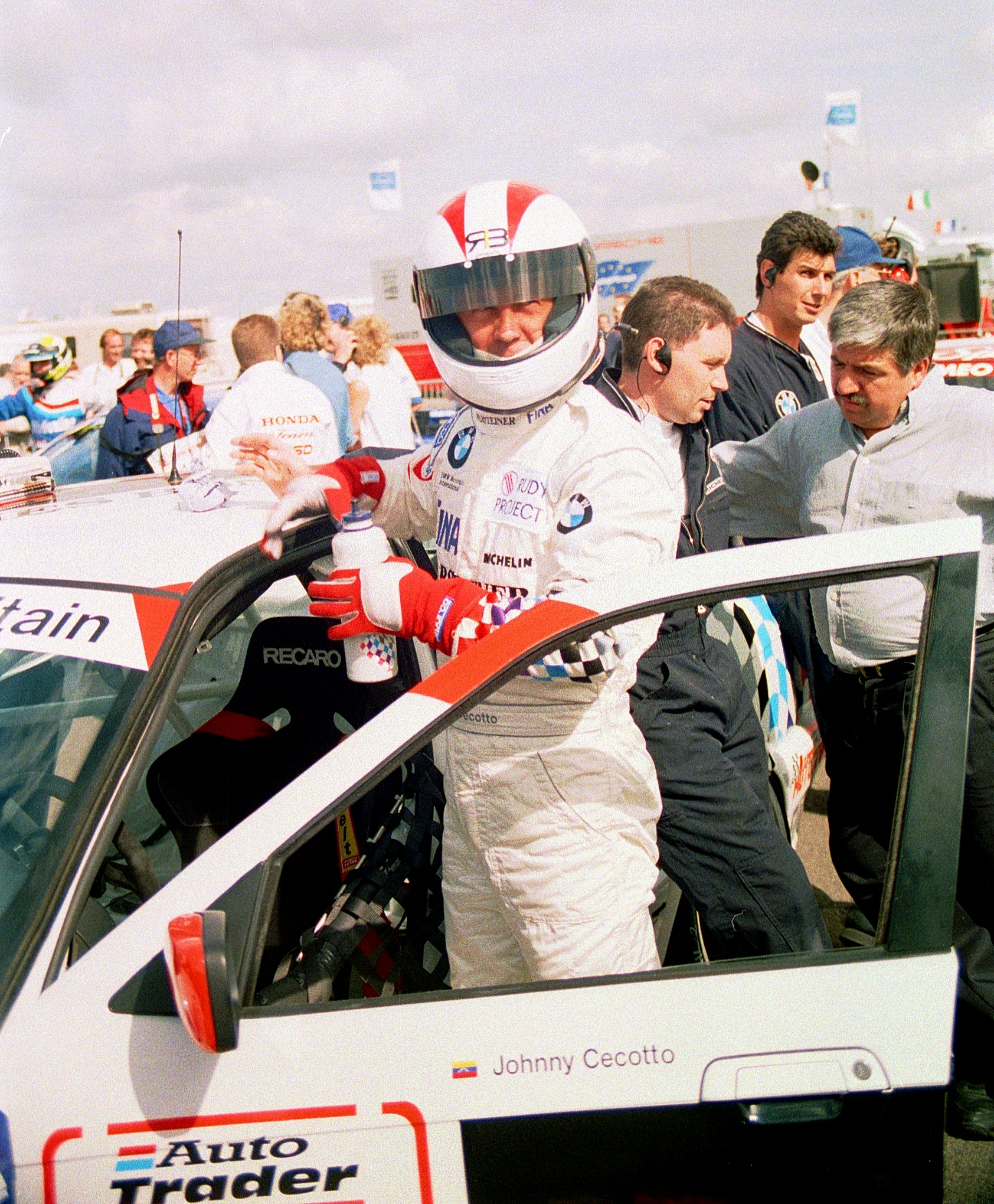
Cecotto à Silverstone pendant la saison 1995 du British Touring Car Championship.

Après s'être remis de ses blessures, Cecotto reprend la compétition dans la catégorie florissante des voitures de tourisme du groupe A pour la célèbre équipe Schnitzer Motorsport BMW, son meilleur résultat est une 2e place aux 24 Heures de Spa 1985 avec Dieter Quester et Markus Oestreich. Il se rend ensuite en Australie où il termine deuxième du James Hardie 1000 de 1985 sur le circuit Mount Panorama à Bathurst, au volant de la BMW 635 CSi qu'il conduisait à Spa, remportant conjointement le prix "Rookie of the Year" avec son copilote Roberto Ravaglia.

En 1986, il rejoint l'équipe RAS Sport Volvo basée en Belgique dans le cadre du championnat FIA Touring Car au volant d'une Volvo 240T turbocompressée. Cecotto termine 8e du championnat avec deux victoires (Hockenheim et Zolder), deux deuxièmes et deux troisièmes places. Il a également conduit une 240T à la victoire lors de la Guia Race de 1986 lors du Grand Prix de Macao, ainsi que l'InterTEC 500 de 1986 à Fuji au Japon aux côtés d'Anders Olofsson,.

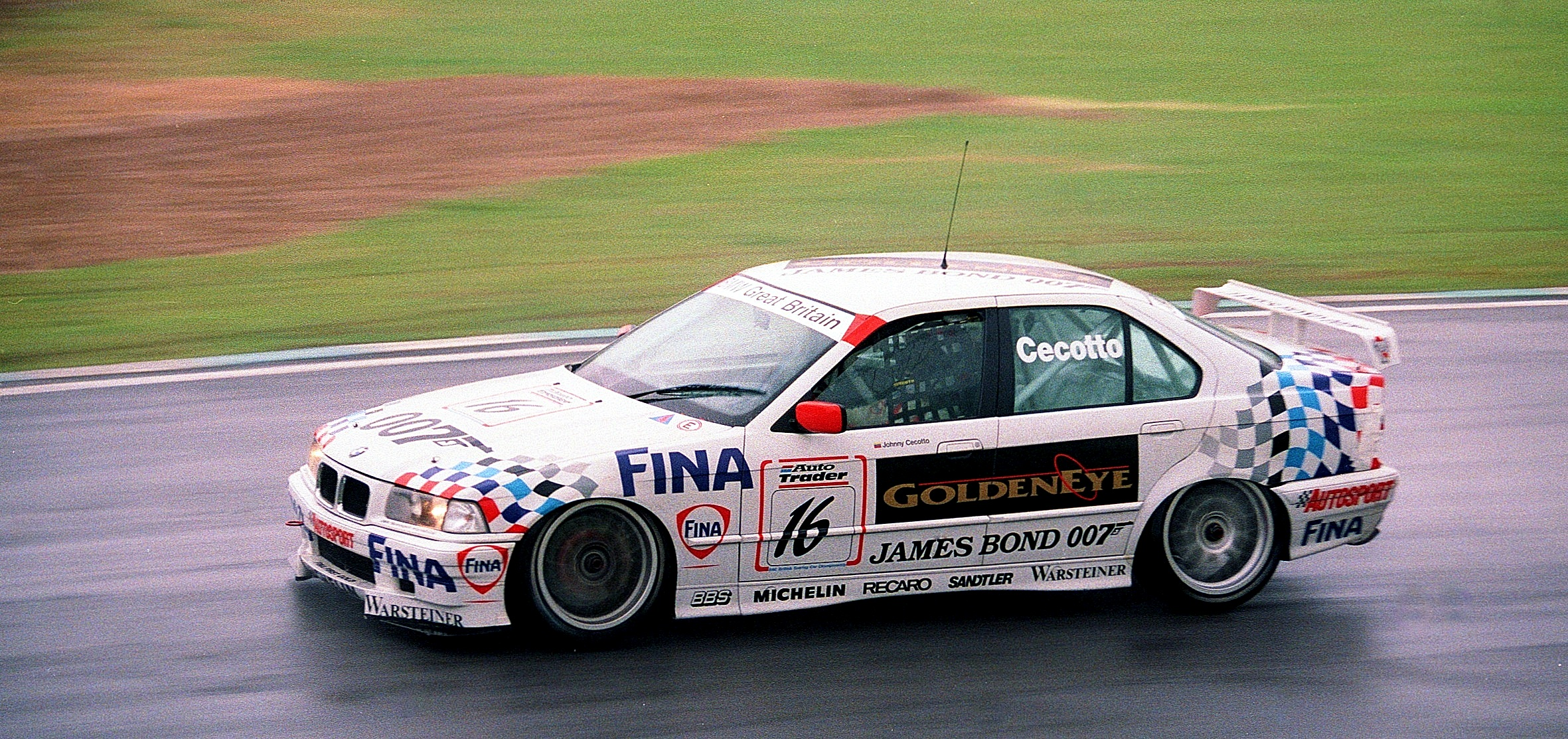
Cecotto conduisant pour BMW à Brands Hatch pendant la saison 1995 du British Touring Car Championship.

Après que Volvo se soit retirée à la fin de la saison 1986, Cecotto rejoint BMW et participe au championnat du monde des voitures de tourisme 1987 au volant d'une BMW M3 de l'équipe italienne CiBiEmme aux côtés du co-champion ETCC 1985 Gianfranco Brancatelli. Le duo remporte la troisième manche du championnat, les 500 km de Bourgogne à Dijon-Prenois, avant d'être la première voiture immatriculée en WTCC à terminer la première manche australienne, la James Hardie 1000 de 1987. Bien que Cecotto et Brancatelli n'aient terminé qu'à la 7e place à Bathurst, en tant que première voiture enregistrée à terminer, a obtenu des points pour la première place,. Cecotto termine à la 8e place avec Brancatelli au Championnat du monde des voitures de tourisme 1987 avec 158 points.
De 1988 à 1992, Cecotto participe à la Deutsche Tourenwagen Meisterschaft (DTM, championnat allemand de voitures de tourisme). Au volant d'une BMW M3 Schnitzer Motorsport, il a terminé deuxième de la saison 1990. Il effectue également plusieurs courses d'endurance et s’adjuge les 24 Heures de Spa 1990 et les 24 Heures du Nürburgring 1992. En 1994 et 1998, il gagne le championnat allemand Super Tourenwagen Cup pour BMW,,. En 1995, il a participé au British Touring Car Championship (BTCC) pour BMW. En 2001 et 2002, il passe à l'Irmscher Opel Omega et remporte le championnat allemand V8Star Series deux années consécutives,,.

## Résultats en courses auto

### Résultats complets du Championnat d'Europe de Formule 2
Source :
(Les courses en gras indiquent la pole position ; les courses en italique indiquent le tour le plus rapide)
| Année | Team                            | Châssis         | Moteur | 1       | 2       | 3     | 4       | 5       | 6       | 7     | 8       | 9       | 10    | 11    | 12    | 13     | Pos | Pts |
| ----- | ------------------------------- | --------------- | ------ | ------- | ------- | ----- | ------- | ------- | ------- | ----- | ------- | ------- | ----- | ----- | ----- | ------ | --- | --- |
| 1980  | Onyx Racing - Mike Earle Racing | March 802       | BMW    | THR -   | HOC -   | NÜR - | VAL -   | PAU -   | SIL Ret | ZOL 9 | MUG -   |         |       |       |       |        | —   | 0   |
| 1980  | Minardi -                       | Minardi GM75 -  | BMW    |         |         |       |         |         |         |       |         | ZAN 15  | PER - | MIS - | HOC - |        | —   | 0   |
| 1981  | Minardi                         | Minardi Fly 281 | BMW    | SIL 14  | HOC Ret | THR 4 | NÜR DNS | VAL Ret |         |       |         |         |       |       |       |        | 14e | 6   |
| 1981  | Horag Hotz Racing               | March 802       | BMW    |         |         |       |         |         | MUG 13  |       |         |         |       |       |       |        | 14e | 6   |
| 1981  | Horag Hotz Racing               | March 812       | BMW    |         |         |       |         |         |         | PAU 7 | PER Ret | SPA Ret | DON 6 | MIS 6 | MAN 6 |        | 14e | 6   |
| 1982  | March Racing Ltd                | March 822       | BMW    | SIL Ret | HOC 4   | THR 1 | NÜR 3   | MUG 2   | VAL Ret | PAU 1 | SPA 2   | HOC 6   | DON 2 | MAN 1 | PER 3 | MIS 15 | 2e  | 56  |

### Résultats complets du championnat du monde de Formule 1
Source, :
| Année | Team                     | Châssis        | Moteur                   | 1       | 2       | 3       | 4       | 5        | 6       | 7       | 8       | 9       | 10      | 11      | 12      | 13     | 14  | 15  | 16  | WDC | Points |
| ----- | ------------------------ | -------------- | ------------------------ | ------- | ------- | ------- | ------- | -------- | ------- | ------- | ------- | ------- | ------- | ------- | ------- | ------ | --- | --- | --- | --- | ------ |
| 1983  | Theodore Racing Team     | Theodore N183  | Ford Cosworth DFV 3.0 V8 | BRA 14  | USW 6   | FRA 11  | SMR Ret | MON DNPQ | BEL 10  | DET Ret | CAN Ret | GBR DNQ | GER 11  | AUT DNQ | NED DNQ | ITA 12 | EUR | RSA |     | 19e | 1      |
| 1984  | Toleman Group Motorsport | Toleman TG183B | Hart 415T 1.5 L4T        | BRA Ret | RSA Ret | BEL Ret | SMR NC  |          |         |         |         |         |         |         |         |        |     |     |     | NC  | 0      |
| 1984  | Toleman Group Motorsport | Toleman TG184  | Hart 415T 1.5 L4T        |         |         |         |         | FRA Ret  | MON Ret | CAN 9   | DET Ret | DAL Ret | GBR DNQ | GER     | AUT     | NED    | ITA | EUR | POR | NC  | 0      |

### Résultats complets du Championnat d'Europe des voitures de tourisme
Source,,,,,, :
(key) (Races in bold indicate pole position) (Races in italics indicate fastest lap)
| Année | Team                 | Voiture       | 1       | 2       | 3     | 4       | 5       | 6       | 7       | 8       | 9      | 10     | 11    | 12    | 13    | 14     | 15    | 16    | 17      | 18      | 19    | 20    | DC  | Points |
| ----- | -------------------- | ------------- | ------- | ------- | ----- | ------- | ------- | ------- | ------- | ------- | ------ | ------ | ----- | ----- | ----- | ------ | ----- | ----- | ------- | ------- | ----- | ----- | --- | ------ |
| 1985  | Schnitzer Motorsport | BMW 635 CSi   | MNZ     | VAL     | DON   | AND     | BRN     | ZEL     | SAL 7   | NUR     | SPA 2  | SIL    | NOG   | ZOL   | EST   | JAR 7  |       |       |         |         |       |       | NA  | NA     |
| 1986  | RAS Sport            | Volvo 240T    | MNZ 9   | DON Ret | HOC 1 | MIS 2   | AND DSQ | BRN 3   | ZEL DSQ | NUR 10  | SPA 12 | SIL 15 | NOG 2 | ZOL 1 | JAR 3 | EST 16 |       |       |         |         |       |       | 8e  | 144    |
| 1987  | CiBiEmme Sport       | BMW M3        | DON Ret | EST 1   | AND   | ZOL Ret | ZEL 1   | IMO Ret | NOG Ret |         |        |        |       |       |       |        |       |       |         |         |       |       | 15e | 80     |
| 1988  | CiBiEmme Sport       | Alfa Romeo 75 | MNZ     | DON     | EST   | JAR     | DIJ     | VAL     | NUR     | SPA Ret | ZOL    | SIL    | NOG   |       |       |        |       |       |         |         |       |       | NC  | 0      |
| 2000  | Team Isert           | BMW 320i      | MUG 1   | MUG 2   | PER 1 | PER 2   | A1R 1   | A1R 2   | MNZ 1   | MNZ 2   | HUN 1  | HUN 2  | IMO 1 | IMO 2 | MIS 1 | MIS 2  | BRN 1 | BRN 2 | VAL 1 6 | VAL 2 5 | MOB 1 | MOB 2 | 13e | 14     |

### Résultats complets du championnat du monde des voitures de tourisme
Source, :
| Année | Team                          | Voiture | 1       | 2               | 3               | 4       | 5       | 6               | 7       | 8               | 9               | 10      | 11              | DC | Points |
| ----- | ----------------------------- | ------- | ------- | --------------- | --------------- | ------- | ------- | --------------- | ------- | --------------- | --------------- | ------- | --------------- | -- | ------ |
| 1987  | CiBiEmme Sport BMW Motorsport | BMW M3  | MNZ DSQ | JAR ovr:8 cls:6 | DIJ ovr:1 cls:1 | NUR Ret | SPA Ret | BNO ovr:5 cls:3 | SIL Ret | BAT ovr:7 cls:3 | CLD ovr:4 cls:2 | WEL Ret | FJI ovr:6 cls:3 | 8e | 158    |

† Bien qu'il ait terminé 7e à Bathurst, la voiture enregistrée en WTCC la mieux classée, Cecotto, a obtenu la 1re place pour la manche.

### Résultats complets de la Deutsche Tourenwagen Meisterschaft/Masters
Source,,,, :
| Année | Team                 | Voiture              | 1      | 2       | 3      | 4       | 5       | 6       | 7      | 8      | 9      | 10     | 11     | 12      | 13      | 14     | 15     | 16     | 17      | 18      | 19        | 20        | 21     | 22    | 23    | 24      | DC | Points |
| ----- | -------------------- | -------------------- | ------ | ------- | ------ | ------- | ------- | ------- | ------ | ------ | ------ | ------ | ------ | ------- | ------- | ------ | ------ | ------ | ------- | ------- | --------- | --------- | ------ | ----- | ----- | ------- | -- | ------ |
| 1988  | AMG-Mercedes         | Mercedes 190E 2.3-16 | ZOL 8  | ZOL Ret | HOC 13 | HOC Ret | NÜR 13  | NÜR 12  | BRN 33 | BRN    | BER 1  | BER 1  | DIE 15 | DIE Ret | NÜR 11  | NÜR 9  | NOR 3  | NOR 4  | WUN 7   | WUN 6   | SLZ C     | SLZ C     | HUN 1  | HUN 1 | HOC 3 | HOC Ret | 6e | 204    |
| 1989  | BMW M Team Schnitzer | BMW M3 Evo           | ZOL    | ZOL     | HOC 3  | HOC 1   | NÜR     | NÜR     | MAI 2  | MAI 8  | BER 5  | BER 22 | NÜR 2  | NÜR 2   | NOR 7   | NOR 6  | HOC 1  | HOC 4  | DIE Ret | DIE     | NÜR       | NÜR       | HOC 3  | HOC 4 |       |         | 7e | 206    |
| 1990  | BMW M Team Schnitzer | BMW M3 Sport Evo     | ZOL 5  | ZOL Ret | HOC 4  | HOC 1   | NÜR Ret | NÜR 4   | BER 12 | BER 5  | MAI 1  | MAI 1  | WUN 3  | WUN 4   | NÜR Ret | NÜR 3  | NOR 5  | NOR 14 | DIE 2   | DIE 3   | NÜR 9     | NÜR Ret   | HOC 11 | HOC 4 |       |         | 2e | 177    |
| 1991  | BMW M Team Schnitzer | BMW M3 Sport Evo     | ZOL 1  | ZOL 1   | HOC 9  | HOC DSQ | NÜR 2   | NÜR Ret | BER 6  | BER 5  | WUN 6  | WUN 1  | NOR 14 | NOR 6   | DIE 12  | DIE 2  | NÜR 10 | NÜR 4  | SIN 5   | SIN Ret | HOC 4     | HOC 13    | BRN 5  | BRN 5 | DON 3 | DON 3   | 4e | 147    |
| 1992  | FINA Motorsport Team | BMW M3 Sport Evo     | ZOL 12 | ZOL Ret | NÜR 6  | NÜR Ret | WUN 5   | WUN Ret | BER 2  | BER 6  | HOC 9  | HOC 8  | NÜR 2  | NÜR 2   | NOR 7   | NOR 7  | BRN 1  | BRN 1  | DIE 5   | DIE 5   | SIN 4     | SIN 12    | NÜR 3  | NÜR 4 | HOC 7 | HOC 2   | 4e | 185    |
| 2002  | OPC Euroteam         | Opel Astra V8 Coupé  | HOC QR | HOC CR  | ZOL QR | ZOL CR  | DON QR  | DON CR  | SAC QR | SAC CR | NOR QR | NOR CR | LAU QR | LAU CR  | NÜR QR  | NÜR CR | A1R QR | A1R CR | ZAN QR  | ZAN CR  | HOC QR 14 | HOC CR 10 |        |       |       |         | NC | 0      |

### Résultats complets de la Coupe d'Allemagne GT
Source :
| Année | Team                     | Voiture    | 1     | 2     | 3     | 4       | 5     | 6     | 7     | 8     | Pos | Pts |
| ----- | ------------------------ | ---------- | ----- | ----- | ----- | ------- | ----- | ----- | ----- | ----- | --- | --- |
| 1993  | BMW Team FINA Warsteiner | BMW M3 GTR | BER 1 | ZOL 4 | NÜR 1 | NÜR DNF | SLZ 1 | AHL 1 | NÜR 1 | ZAN 1 | 1er | 130 |

### Résultats complets de la Super Tourenwagen Cup
Source :
| Année | Team                | Voiture   | 1       | 2       | 3       | 4       | 5       | 6       | 7        | 8       | 9       | 10        | 11      | 12       | 13      | 14      | 15       | 16       | 17      | 18        | 19      | 20      | Pos | Pts |
| ----- | ------------------- | --------- | ------- | ------- | ------- | ------- | ------- | ------- | -------- | ------- | ------- | --------- | ------- | -------- | ------- | ------- | -------- | -------- | ------- | --------- | ------- | ------- | --- | --- |
| 1994  | BMW Motorsport Team | BMW 318is | BER 8   | WUN Ret | ZOL 1   | ZAN 3   | ÖST 3   | SLZ 1   | SPA 1    | NÜR 1   |         |           |         |          |         |         |          |          |         |           |         |         | 1er | 107 |
| 1996  | BMW Team Bigazzi    | BMW 320i  | ZOL 1   | ZOL 2   | ASS 1   | ASS 2   | HOC 1   | HOC 2   | SAC 1    | SAC 2   | WUN 1   | WUN 2     | ZWE 1   | ZWE 2    | SAL 1 6 | SAL 2 7 | AVU 1 11 | AVU 2    | NÜR 1 6 | NÜR 2 Ret |         |         | 20e | 116 |
| 1997  | BMW Team Bigazzi    | BMW 320i  | HOC 1 2 | HOC 2 3 | ZOL 1   | ZOL 2 1 | NÜR 1 3 | NÜR 2   | SAC 1 15 | SAC 2 5 | NOR 1 4 | NOR 2 Ret | WUN 1 7 | WUN 2 5  | ZWE 1 3 | ZWE 2   | SAL 1 7  | SAL 2 5  | REG 1   | REG 2     | NÜR 1 5 | NÜR 2 3 | 3e  | 571 |
| 1998  | BMW Team Schnitzer  | BMW 320i  | HOC 1 8 | HOC 2 8 | NÜR 1 3 | NÜR 2 1 | SAC 1   | SAC 2 1 | NOR 1 8  | NOR 2 4 | REG 1 4 | REG 2     | WUN 1 9 | WUN 2 10 | ZWE 1   | ZWE 2 1 | SAL 1 12 | SAL 2 10 | OSC 1 3 | OSC 2     | NÜR 1 4 | NÜR 2 4 | 1er | 595 |

### Résultats complets du championnat britannique des voitures de tourisme
| Année | Team                | Voiture  | 1       | 2       | 3        | 4       | 5         | 6        | 7        | 8        | 9       | 10        | 11       | 12      | 13        | 14        | 15      | 16      | 17        | 18      | 19        | 20       | 21        | 22        | 23      | 24        | 25        | Pos | Pts |
| ----- | ------------------- | -------- | ------- | ------- | -------- | ------- | --------- | -------- | -------- | -------- | ------- | --------- | -------- | ------- | --------- | --------- | ------- | ------- | --------- | ------- | --------- | -------- | --------- | --------- | ------- | --------- | --------- | --- | --- |
| 1995  | BMW Motorsport Team | BMW 318i | DON 1 5 | DON 2 8 | BRH 1 11 | BRH 2 5 | THR 1 Ret | THR 2 11 | SIL 1 11 | SIL 2 12 | OUL 1 9 | OUL 2 Ret | BRH 1 10 | BRH 2 9 | DON 1 Ret | DON 2 Ret | SIL DNS | KNO 1 4 | KNO 2 Ret | BRH 1 5 | BRH 2 Ret | SNE 1 10 | SNE 2 Ret | OUL 1 Ret | OUL 2 6 | SIL 1 Ret | SIL 2 Ret | 12e | 49  |

### Résultats des 24 Heures du Mans
Source,, :
| Année | Team                                  | Coéquipiers                          | Voiture        | Catégorie | Nbre Tours | Classement général | Classement de la catégorie |
| ----- | ------------------------------------- | ------------------------------------ | -------------- | --------- | ---------- | ------------------ | -------------------------- |
| 1981  | BMW Italie-France Team BMW Motorsport | Philippe Alliot Bernard Darniche     | BMW M1 Gr.5    | Gr.5      | 277        | 16e                | 5e                         |
| 1996  | Team Bigazzi Team BMW Motorsport      | Nelson Piquet Danny Sullivan         | McLaren F1 GTR | GT1       | 324        | 8e                 | 6                          |
| 1998  | Team BMW Motorsport                   | Pierluigi Martini Joachim Winkelhock | BMW V12 LM     | LMP1      | 43         | Abandon            | Abandon                    |

### Résultats complets de la Bathurst 1000
| Année | Team                    | Coéquipier             | Voiture          | Catégorie | Nbre tours | Classement général | Classement de la catégorie |
| ----- | ----------------------- | ---------------------- | ---------------- | --------- | ---------- | ------------------ | -------------------------- |
| 1985  | / Goold Motorsport      | Roberto Ravaglia       | BMW 635 CSi      | C         | 163        | 2e                 | 2e                         |
| 1987  | BMW Motorsport CiBiEmme | Gianfranco Brancatelli | BMW M3           | 2         | 154        | 7e                 | 3e                         |
| 1992  | Benson & Hedges Racing  | Tony Longhurst         | BMW M3 Evolution | A         | 142        | 4e                 | 4e                         |

## Activités ultérieures
Cecotto consacre actuellement la majeure partie de son temps à soutenir la carrière de coureur automobile professionnel de ses fils, Johnny Cecotto Jr. et Jonathan Cecotto.